# André Gernez
André Gernez (Avesnes-les-Aubert, 25 de enero de 1923 – Roubaix, 8 de enero de 2014) fue un médico francés.

## Libros
- Les grands médicaments, avec Henri Pradal, editorial Édition du Seuil, Paris (France), 1975.
- Néo-postulats biologiques et pathogéniques, editorial La vie claire, Mandres-les-Roses (France), 1975, 1.ª edición 1968, 122 páginas.
- Loi et règles de la cancérisation, éd. Verschave, Roubaix (France), 1970, 168 páginas.
- Le Cancer (écrit avec la collaboration de Georges Beau) - Presses de la Cité, marzo 1972.
- L. Léger, J. Bertrand, A. Gernez, J. Castaing « La dysphagie sidéropénique, maladie de Plummer-Vinson; état précancéreux [Sideropenic dysphagia; Plummer-Vinson's diseases; precancerous state] » La Presse médicale 1951;59(82):1736-9. PMID 14911667
- « Dysphagie sidéropénique et membranes oesophagiennes » La Presse médicale 1949;57:362.
- « L'intérêt du syndrome de Plummer-Vinson en cancérologie » Paris médical 14 de mayo de 1949, n.º18. (cité, ainsi que le précédent, dans l'ouvrage Iron Metabolism, chapitre Iron deficiency, de I. Bernàt, Ed. Springer, 1983:215-274)

## Filmografía
- André Gernez, Le Scandale du siècle, DVD 1, dirección Jean-Yves Bilien, 2007.
- André Gernez, Le Scandale du siècle, DVD 2, dirección Jean-Yves Bilien, 2008.